# Шуанлю
Шуанлю́ (кит. упр. 双流, пиньинь Shuāngliú) — район городского подчинения города субпровинциального значения Чэнду провинции Сычуань (КНР). Название района в переводе означает «два течения» (здесь сливаются реки Цзянъаньхэ и Фухэ).

## История
Ещё во времена царства Шу были образованы области Чэнду, Гуанду и Синьду. При империи Западная Хань в 127 году до н. э. был образован уезд Гуанду (广都县). При империи Суй в связи с тем, что наследником основателя династии был избран Ян Гуан, из-за практики табу на имена в 601 году уезд был переименован в Шуанлю. При империи Тан в 663 году из уезда Шуанлю был вновь выделен уезд Гуанду. При империи Юань в 1260 году уезд Гуанду был вновь присоединён к уезду Шуанлю. При империи Мин в 1377 году уезд Шуанлю был присоединён к уезду Хуаян (华阳县), но в 1380 году восстановлен. При империи Цин в 1677 году уезд Шуанлю был присоединён к уезду Синьцзинь (新津县), но в 1730 году восстановлен.
В 1950 году был образован Специальный район Вэньцзян (温江专区), и уезд вошёл в его состав. В 1959 году уезд Шуанлю был присоединён к уезду Вэньцзян, но в 1962 году воссоздан. В 1970 году Специальный район Вэньцзян был переименован в Округ Вэньцзян (温江地区). В 1983 году округ Вэньцзян был расформирован, и уезд Шуанлю перешёл под юрисдикцию Чэнду.
Постановлением Госсовета КНР в декабре 2015 года уезд Шуанлю был преобразован в район городского подчинения.

## Административное деление
Район Шуанлю делится на 8 уличных комитетов и 18 посёлков.

## Экономика
В Шуанлю расположен завод солнечных панелей Tongwei Solar.

## Транспорт
На территории района расположен международный аэропорт Шуанлю.
Через район проходят национальные шоссе Годао 318 и Годао 108.